# Бюсайрес (Канзас)
Бюсайрес (англ. Bucyrus) — переписна місцевість (CDP) в США, в окрузі Маямі штату Канзас. Населення — 171 особа (2020).

## Географія
Бюсайрес розташований за координатами 38°43′15″ пн. ш. 94°42′30″ зх. д. / 38.72083° пн. ш. 94.70833° зх. д. (38.720917, -94.708347).  За даними Бюро перепису населення США в 2010 році переписна місцевість мала площу 5,20 км², з яких 5,18 км² — суходіл та 0,02 км² — водойми.

## Демографія
Згідно з переписом 2010 року, у переписній місцевості мешкали 193 особи в 70 домогосподарствах у складі 57 родин. Густота населення становила 37 осіб/км².  Було 80 помешкань (15/км²).
Расовий склад населення:
| - 92,7 % — білих - 2,1 % — азіатів - 1,0 % — чорних або афроамериканців - 3,1 % — осіб інших рас |

До двох чи більше рас належало 1,0 %. Частка іспаномовних становила 3,6 % від усіх жителів.
За віковим діапазоном населення розподілялося таким чином: 26,4 % — особи молодші 18 років, 65,8 % — особи у віці 18—64 років, 7,8 % — особи у віці 65 років та старші. Медіана віку мешканця становила 39,1 року. На 100 осіб жіночої статі у переписній місцевості припадало 109,8 чоловіків;  на 100 жінок у віці від 18 років та старших — 105,8 чоловіків також старших 18 років.
Цивільне працевлаштоване населення становило 151 осіб. Основні галузі зайнятості: освіта, охорона здоров'я та соціальна допомога — 50,3 %, виробництво — 39,7 %, роздрібна торгівля — 9,9 %.